# ناتالی کول
ناتالی کول (انگلیسی: Natalie Maria Cole؛ زاده ۶ فوریهٔ ۱۹۵۰ - درگذشته ۳۱ دسامبر ۲۰۱۵) یک موسیقی‌دان اهل ایالات متحده آمریکا بود. وی از سال ۱۹۵۶ تا ۲۰۱۵ میلادی مشغول فعالیت بود.